# Pfalz Trebur
Die Pfalz Trebur (auch Tribur) war eine mittelalterliche Königspfalz in Trebur im Kreis Groß-Gerau in Hessen. Die Anlage wird im Bereich der Laurentiuskirche vermutet, in der noch Reste karolingischer Bausubstanz vorhanden sind.

## Geschichte
Trebur wird erstmals 829 in einer Urkunde Ludwigs des Frommen genannt. Vermutlich befand sich hier bereits zuvor ein größerer karolingischer Hof, von dem aus der spätere Reichsforst Dreieich verwaltet wurde.
Unter Ludwig dem Deutschen wurde Trebur zu einer der meistbesuchten Königspfalzen im Rhein-Main-Gebiet. Mehrere bedeutende Reichstage fanden hier statt, der erste 871. Karl der Dicke dankte 887 in Trebur ab, sein Nachfolger Arnulf von Kärnten hielt 895 eine bedeutende Kirchenversammlung in der Pfalz ab.
In ottonischer Zeit gingen die königlichen Aufenthalte in der Pfalz Trebur zurück. Otto der Große übertrug die Pfalz mit anderen Gütern seiner zweiten Gemahlin Adelheid als Wittum. Otto III. schenkte die curtis Tribur 985 seiner Tante, der Äbtissin Mathilde von Quedlinburg. Die Pfalz dürfte nach deren Tod wieder an das Reich zurückgefallen sein.
Unter den Saliern nahmen die Besuche wieder zu. 1053 wurde in Trebur Heinrich IV. zum Thronfolger gewählt. 1076 fand der Fürstentag zu Trebur statt, auf dem versucht wurde, den Investiturstreit beizulegen. Danach brechen die regelmäßigen Besuche ab.
1119 wurde letztmals ein Reichstag nach Trebur anberaumt, der aber verlegt wurde. Die Pfalz blieb bis zum Ende der Stauferzeit im Besitz des Reiches. Der Gegenkönig Wilhelm von Holland verpfändete die Pfalz 1249 an die Grafen von Katzenelnbogen, später ging Trebur vollständig in deren Besitz über. Nach deren Aussterben kam der Ort 1479 an die Landgrafschaft Hessen, 1567 an Hessen-Darmstadt. 

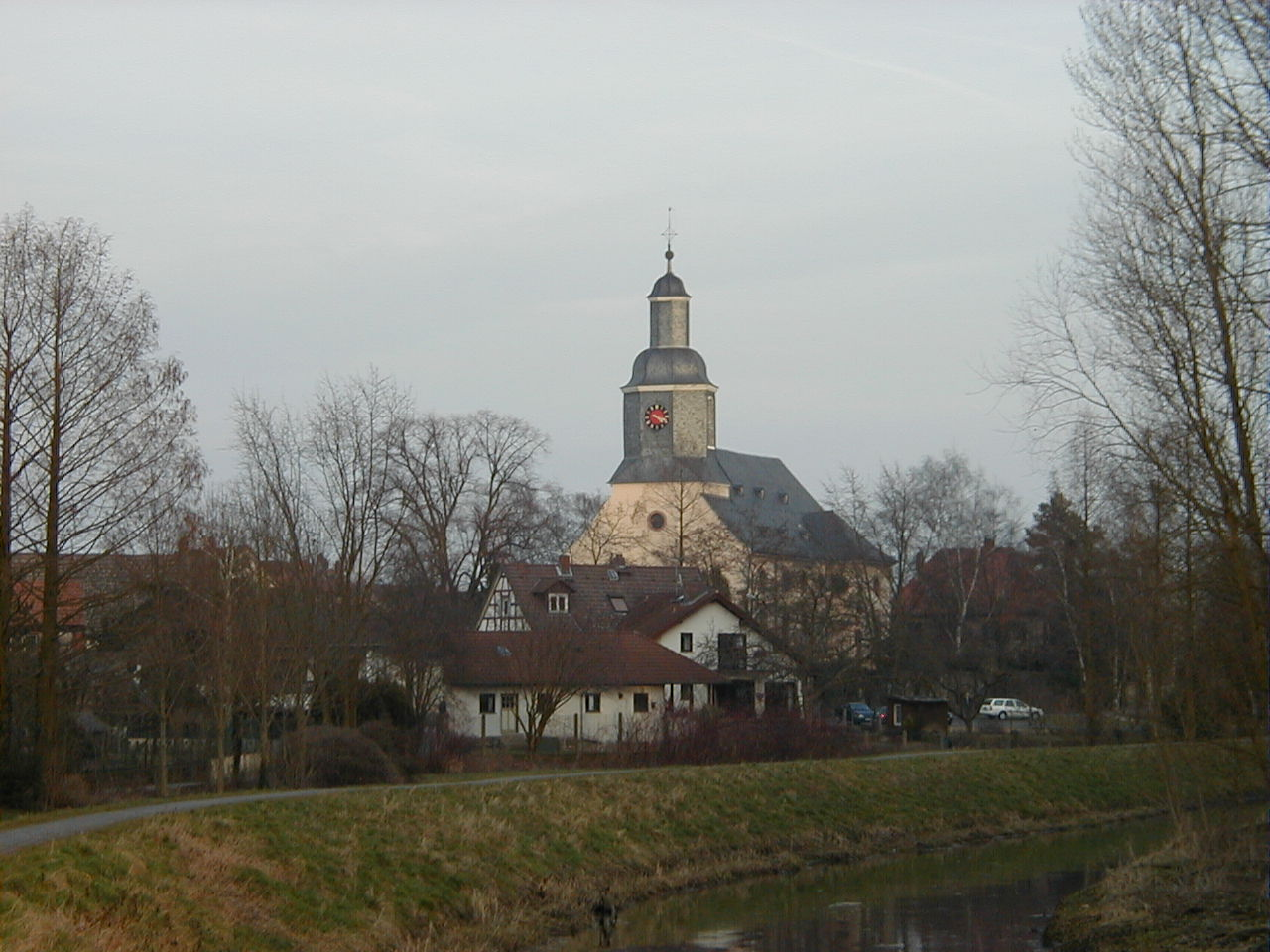
Heutige Laurentiuskirche vom Schwarzbach aus gesehen.

## Anlage
Die Reste der Anlage befinden sich auf einem flachen Hügel am südlichen Ortsrand nahe ehemaliger Flussläufe, heute der Landgraben bzw. dessen Mündung in den Schwarzbach.
In der Zeit Ludwigs des Deutschen dürfte die Anlage um die heutige barocke Pfarrkirche St. Laurentius mit einem repräsentativen palatium und einer größeren Kirche (basilica) ausgestattet worden sein. Ein größerer Umbau fand wohl in ottonischer Zeit statt.
Die Gebäude verfielen seit dem 12. Jahrhundert. Steine aus der Pfalz sollen beim Bau der Burg Landskron bei Oppenheim auf der gegenüberliegenden Rheinseite wiederverwendet worden sein.